# ديونيسيو دي هيريرا
ديونيسيو دي هيريرا (بالإسبانية: José Dionisio de la Trinidad de Herrera y Díaz del Valle)‏ (و. 1781 – 1850 م) هو سياسي، ومحام من جمهورية أمريكا الوسطى الفيدرالية.